# Francisco Javier Gómez Hernández
Francisco Javier Gómez Hernández (* 20. Mai 1967 in León, Guanajuato) ist ein ehemaliger mexikanischer Fußballspieler auf der Position eines Verteidigers.

## Laufbahn
Gómez begann seine Profikarriere beim Club Atlético Monarcas Morelia, bei dem er zwischen 1986/87 und 1994/95 unter Vertrag stand. 
Anschließend wechselte er zu den UANL Tigres, mit denen er in der Saison 1995/96 den mexikanischen Pokalwettbewerb gewann. In derselben Spielzeit stieg der Verein allerdings auch in die zweite Liga ab, schaffte aber durch den Gewinn sowohl des Winterturniers 1996 als auch des Sommerturniers 1997 den umgehenden Wiederaufstieg in die höchste Spielklasse. 
1999 wechselte Gómez zum Puebla FC und anschließend war er unter anderem noch für die Zweitligisten Lagartos de Tabasco und Alacranes de Durango im Einsatz. 

## Erfolge
- Mexikanischer Pokalsieger: 1996
- Mexikanischer Zweitliga-Meister: 1996/97